# バックトレース
『バックトレース』（Backtrace）は、2018年製作のアメリカ合衆国のアクションクライム映画。監督はブライアン・A・ミラー、出演はシルヴェスター・スタローン、マシュー・モディーン、ライアン・グスマン。
アメリカ合衆国では2018年12月14日にビデオ・オン・デマンドと限定公開がなされた。日本では「未体験ゾーンの映画たち2019」の上映作品の一つとして2019年4月12日に劇場公開された。

## ストーリー
医療施設に収容されている銀行強盗犯マクドナルド。彼は7年前に負った頭の怪我が原因で収容される以前の記憶を失っていた。記憶を失くす前に銀行から盗んだ大金を隠したと噂される彼を、ルーカスとその仲間は施設から連れ出し、危険な薬物を使い記憶を蘇らせようとする。一方、マクドナルドの事件を長年追っていた刑事のサイクスは、FBIと協力して姿を消した彼の行方を追っていた。マクドナルドの記憶が蘇るとき、事件の裏に隠された真実が明らかになる。

## キャスト
※括弧内は日本語吹替
- サイクス - シルヴェスター・スタローン（玄田哲章）

刑事。
- ドノバン・マクドナルド - マシュー・モディーン（宮本充）

銀行強盗犯。愛称はマック。銃撃戦に巻き込まれ重傷を負い、記憶を失った。
- ルーカス - ライアン・グスマン（横田大輔）

マクドナルドに近づいた男。
- エリン - メドウ・ウィリアムズ（安永亜季）

看護師。マクドナルドを端とする。
- フランクス - クリストファー・マクドナルド（手塚秀彰）

FBI捜査官。
- カーター - コリン・エッグレスフィールド（三瓶雄樹）

刑事。
- ニコルズ - リディア・ハル

マクドナルドを担当した医者。
- ファレン - タイラー・ジョン・オルソン（佐々木啓夫）

警備員。
- フォスター - セルヒオ・リズート

銀行強盗の一人。金の分け前で揉めて殺害された。
- トルビー - スウェン・テメル

銀行強盗の一人。金の分け前で揉めて殺害された。銀行で警備員をしていた。